# Angelo Bartolomasi

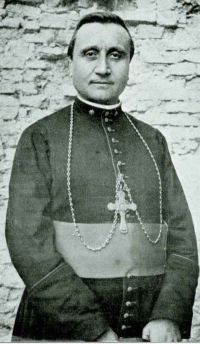
Angelo Bartolomasi als Weihbischof in Turin (Foto 1917)

Angelo Bartolomasi (* 30. Mai 1869 in Pianezza, Piemont; † 28. Februar 1959) war von 1929 bis 1944 italienischer Militärerzbischof. 

## Leben

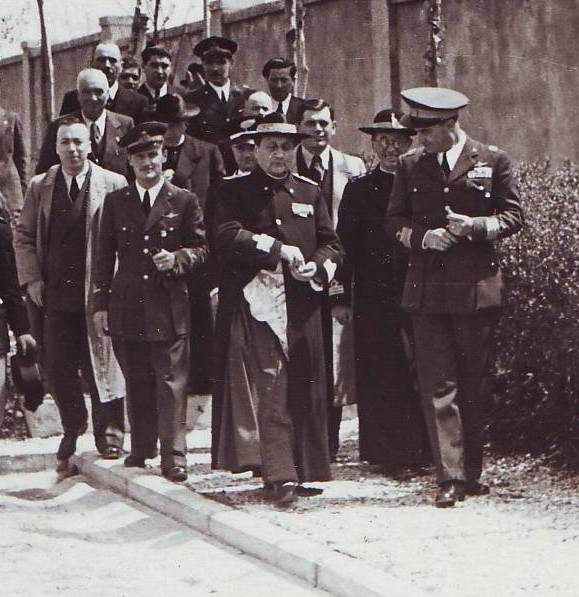
Militärerzbischof Bartolomasi (Mitte) mit Colonnello Fedeli (1938)

Angelo Bartolomasi empfing die Priesterweihe am 12. Juni 1892 in Turin.
Am 24. November 1910 wurde er zum Titularbischof von Derbe und zum Weihbischof in Turin ernannt. Die Bischofsweihe spendete ihm am 15. Januar 1911 der Erzbischof von Turin, Agostino Kardinal Richelmy; Mitkonsekratoren waren Luigi Spandre, Bischof von Asti, und Costanzo Castrale, Weihbischof in Turin. Am 15. Dezember 1919 wurde Bartolomasi zum Bischof von Triest-Koper (Trieste-Capodistria) ernannt. Bartolomasi verteidigte in seiner Amtszeit insbesondere die Rechte der slawischen Minderheiten und stieß dabei auf den Widerstand der julisch-venetischen Faschisten und der Irredentisten, die eine Unterdrückung der slawischen Bevölkerung unterstützten und einen nationalen Konsens innerhalb der italienischen Bevölkerung anstrebten. Aufgrund des zunehmenden politischen Drucks trat er am 11. Dezember 1922 vom Amt des Bischofs von Triest-Capodistria zurück und übernahm das Bistum Pinerolo im Piemont. 
Am 23. April 1929 wurde Bartolomasi von Papst Pius XI. unter gleichzeitiger Erhebung zum Titularerzbischof von Petra in Palaestina zum ersten Erzbischof der italienischen Streitkräfte ernannt und durch die italienische Regierung bestätigt. 1944 trat er in den Ruhestand. 
Bartolomasi starb am 28. Februar 1959. Er wurde in der Kirche Santi Pietro e Paolo in seiner Heimatstadt Pianezza bestattet. 